# Södra Tjärnen (Transtrands socken, Dalarna, 678485-136745)
Södra Tjärnen är en sjö i Malung-Sälens kommun i Dalarna och ingår i Dalälvens huvudavrinningsområde.